# Fahne und Wappen des Kantons Waadt

Logo des Kantons Waadt

Das Fahne und Wappen des Kantons Waadt ist waagerecht geteilt, oben weiss und unten grün mit den goldenen Worten «Liberté et Patrie».

## Blasonierung
Der Kanton Waadt verfügt als Hoheitszeichen über eine Fahne und ein Wappen, beschrieben in Art. 2 der Verfassung (SR 131.231),

«Das Kantonswappen stellt sich wie folgt dar: von Weiss und Grün geteilt, oben die in drei Zeilen angeordneten Worte «Liberté et Patrie» in goldenen schwarz umränderten Lettern.»

## Geschichte

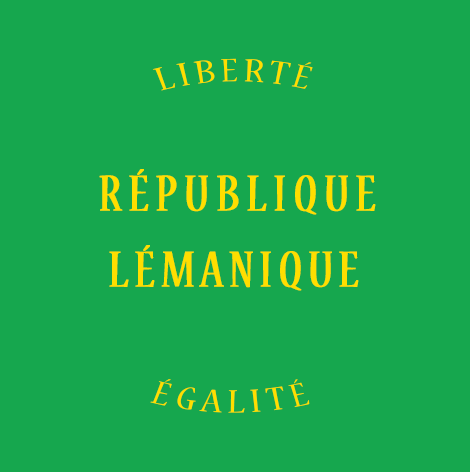
Flagge der Genfersee-Republik (1798)

Die Einführung des Wappens 1803 nahm die Fahne der kurzlebigen République lémanique (1798) als Vorbild, allerdings wurde das allzu revolutionäre Égalité durch Patrie ersetzt. Der Erlass von 1803 schrieb die Farbe des Schriftzuges nicht vor und im 19. Jahrhundert erschien die Schrift mal in Schwarz, mal in Gelb.
Im 20. Jahrhundert setzte sich die Konvention der «goldenen schwarz umränderten Lettern» weitgehend durch, wurde aber erst mit der Verfassungsrevision von 2003 verbindlich gemacht.